# Palacio de la Merced

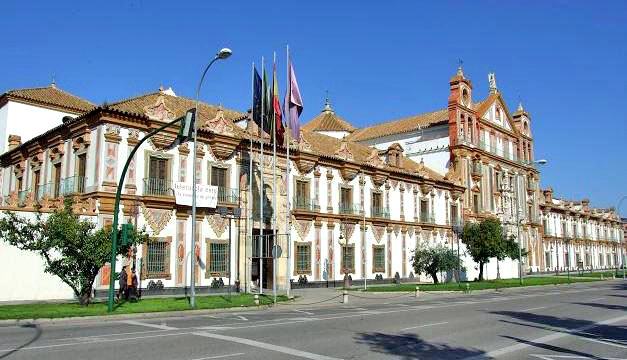
Palacio de la Merced

Der Palacio de la Merced oder auch Ex-Convento de la Merced war das Kloster des Mercedarier-Ordens in der andalusischen Stadt Córdoba. Heute ist es Sitz der Provinzialverwaltung.

## Lage

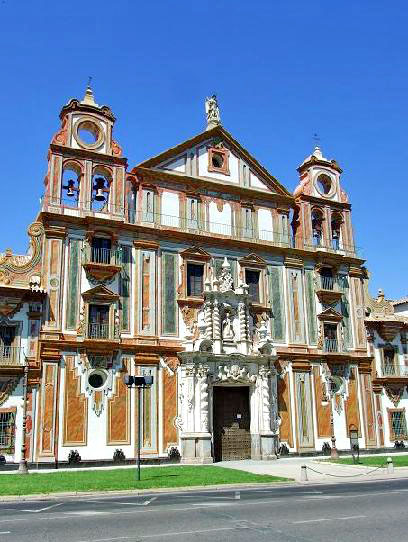
Kirche des Klosters

Das ehemalige Kloster befindet sich außerhalb der Altstadt (medina) von Córdoba etwa 1 km nördlich der Mezquita-Catedral.

## Geschichte
Einer lokalen Überlieferung zufolge geht das Kloster zurück auf Pedro Nolasco, den Ordensgründer der Mercedarier selbst, dem Ferdinand III. (reg. 1230–1252) nach der Rückeroberung der Stadt aus den Händen der Mauren (reconquista) im Jahr 1236 hier ein Grundstück geschenkt haben soll. Archäologische Untersuchungen in den Jahren 1973 und 1974 haben sogar römische oder westgotische Spuren entdeckt, die auf ein Baptisterium und eine Krypta hinweisen könnten. Der heutige Barockkomplex bestehend aus Kirche, Klostergebäuden und Kreuzgang entstammt der ersten Hälfte des 18. Jahrhunderts. Nach der Auflösung der Klöster in Spanien in den 1830er Jahren diente er eine lange Zeit als Hospiz. Im Jahr 1960 entschloss sich die Provinzverwaltung in die alten Gemäuer einzuziehen.

## Architektur

### Kirche
Die geradlinige, durch Gesimse stark horizontal betonte Fassade der ehemaligen Klosterkirche zeigt nur in einigen Details die für den Barock so typischen geschwungenen Formen; dafür findet sich ein reichhaltiges falbliches Dekor in allen Ebenen. Die zweigeschossige Portalzone wird von seitlichen gedrehte Säulen gerahmt; in einer Nische über dem Portal befindet sich eine Marienfigur, die die eisernen Fußfesseln befreiter Gefangener in den Händen hält (María de las Mercedes). Sehr ungewöhnlich sind die in Rundfenstern (Okuli) endenden Glockengiebel zu beiden Seiten des mittleren Giebelfelds. Das Innere der dreischiffigen Kirche beherbergt eine reiche Barockausstattung (Altarretabel, Kanzel, Wandbilder etc.).

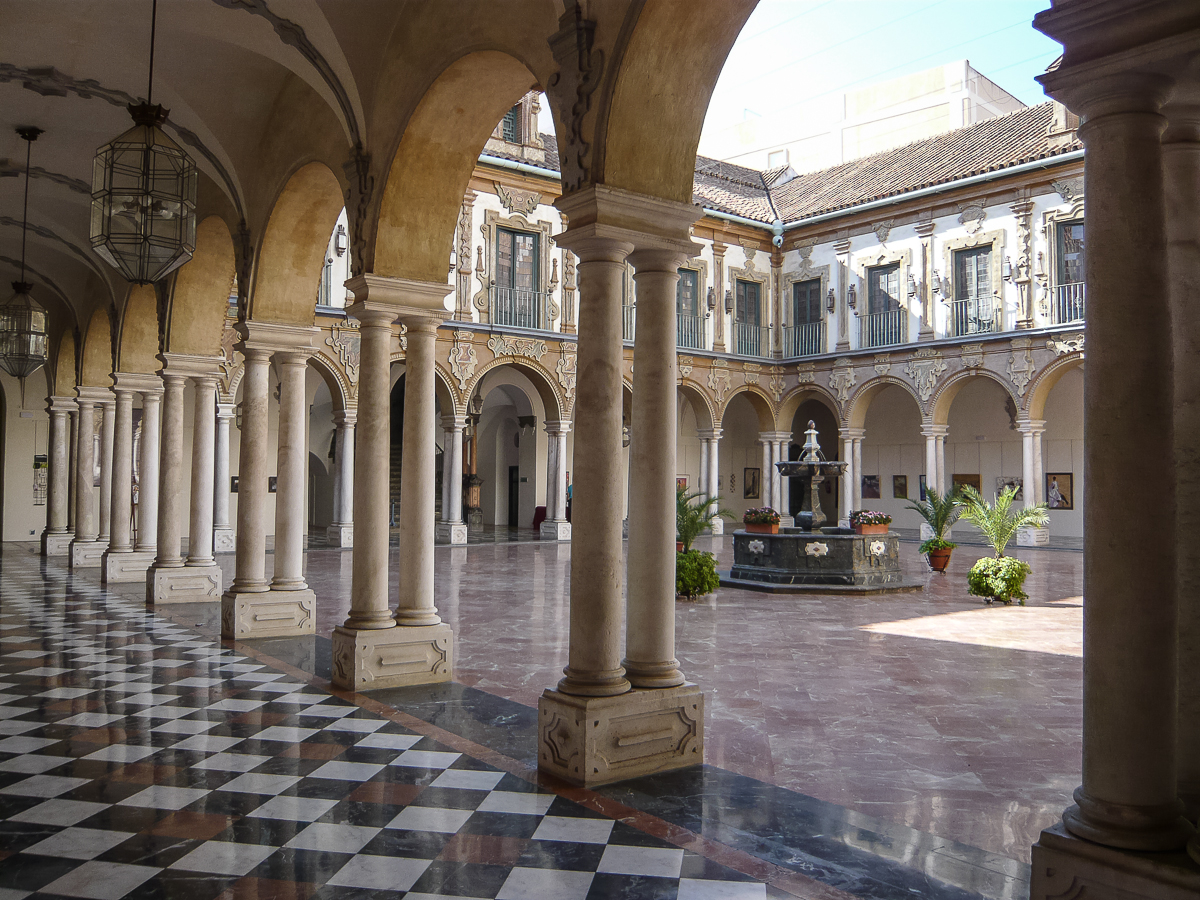
Kreuzgang

### Kreuzgang
Auf Doppelsäulen ruhende Arkaden umschließen die vier Flügel des Kreuzgangs; dessen Schmuckformen – vor allem im Dekor der Mittelpilaster des durch Fenster geschlossenen Obergeschosses – Anklänge an den churrigueresken Stil zeigen. In der Mitte des Kreuzgangs steht ein oktogonales Brunnenbecken aus dunklem Marmor mit einer durch eine Balustersäule erhöhten Schale mit aufstehender Brunnenvase aus weißem Marmor.